# Roßleben
Roßleben település Németországban, azon belül Türingiában. Lakosainak száma 4885 fő (2017. december 31.). Roßleben Querfurt, Kaiserpfalz és Nausitz községekkel határos.

## Népesség
A település népességének változása:

| 2017 | 4 885 |